# Odsumporivanje dimnog plina
Odsumporivanje dimnog plina je tehnologija uklanjanja sumpora iz dimnog plina. Kako se oko 90% sumpora iz goriva pretvara nakon izgaranja u sumporov dioksid SO2, onda se odsumporivanje dimnog plina uglavnom odnosi na uklanjanje SO2 iz dimnog plina. Ostalih 10% sumpora iz goriva pretvara se nakon izgaranja u sumporov trioksid SO3, koji u dodiru s vodom H2O prelazi u sulfate (SO4). 
Dozvoljena koncentracija štetnih sastojaka u atmosferi (imisija) propisana je zakonskom regulativom temeljem saznanja o njihovoj štetnosti. Stroga dugotrajna granična vrijednost sumporovog dioksida SO2 u atmosferi je 60 μg/m3, dok je kratkotrajna 150 μg/m3. Dozvoljena količina sumporovog dioksida SO2 u dimnom plinu nekog postrojenja ograničena je zakonskom regulativom (ovisno o vrsti goriva, načinu izgaranja i učinku ložišta).

## Vrste odsumporivanja
Postoji više načina odsumporivanja dimnog plina: mokri postupak, suhi postupak, postupak s alkalnim ispiranjem dimnog plina. 

### Mokri postupak odsumporivanja
Mokri postupak odsumporivanja se temelji na upijanju (apsorpciji) sumporovog dioksida SO2 s vodenom suspenzijom vapna. Sustav se satoji od tornjeva (kolona) za protustrujno ovlaživanje dimnog plina, te od uređaja za obnavljanje (regeneraciju) i kružni tok (recirkulaciju) vodene suspenzije upijajućih kemikalija. Prednosti ovog postupka su dobra učinkovitost odvajanja SO2, te dodatno odvajanje lebdećih čestica. Nedostaci su taloženje kamenca i sklonost začepljivanju, značajan pad tlaka dimnog plina (veliki utrošak energije), te značajni troškovi ulaganja i održavanja pogona.

### Suhi postupak odsumporivanja
Suhi postupak odsumporivanja je u osnovi sličan mokrom postupku. Vodena suspenzija kalcijevog oksida CaO ili magnezijevog oksida MgO se raspršuje (atomizira) pomoću centrifugalnih raspršivača. Prednosti su što je oprema jednostavnija, te manji troškovi ulaganja i održavanja pogona. Nedostatak je manja učinkovitost odvajanja SO2 (oko 70%).

### Postupak odsumporivanja s alkalnim ispiranjem dimnog plina
Kod ovog postupka za upijanje (apsorbiranje) SO2 koristi se vodena otopina natrijeve lužine NaOH, natrijevog sulfita NaSO3 i amonijaka NH3. Najčešće se koristi takozvani rekuperativni proces Wallman - Lordov postupak s NaSO3. Prednost je što nema problema od stvaranja taloga i začepljenja strujnih prolaza.